# Кокс, Джеймс
Джеймс Кокс (1723—1800) — известный лондонский ювелир и золотых дел мастер, часовщик, изобретатель.

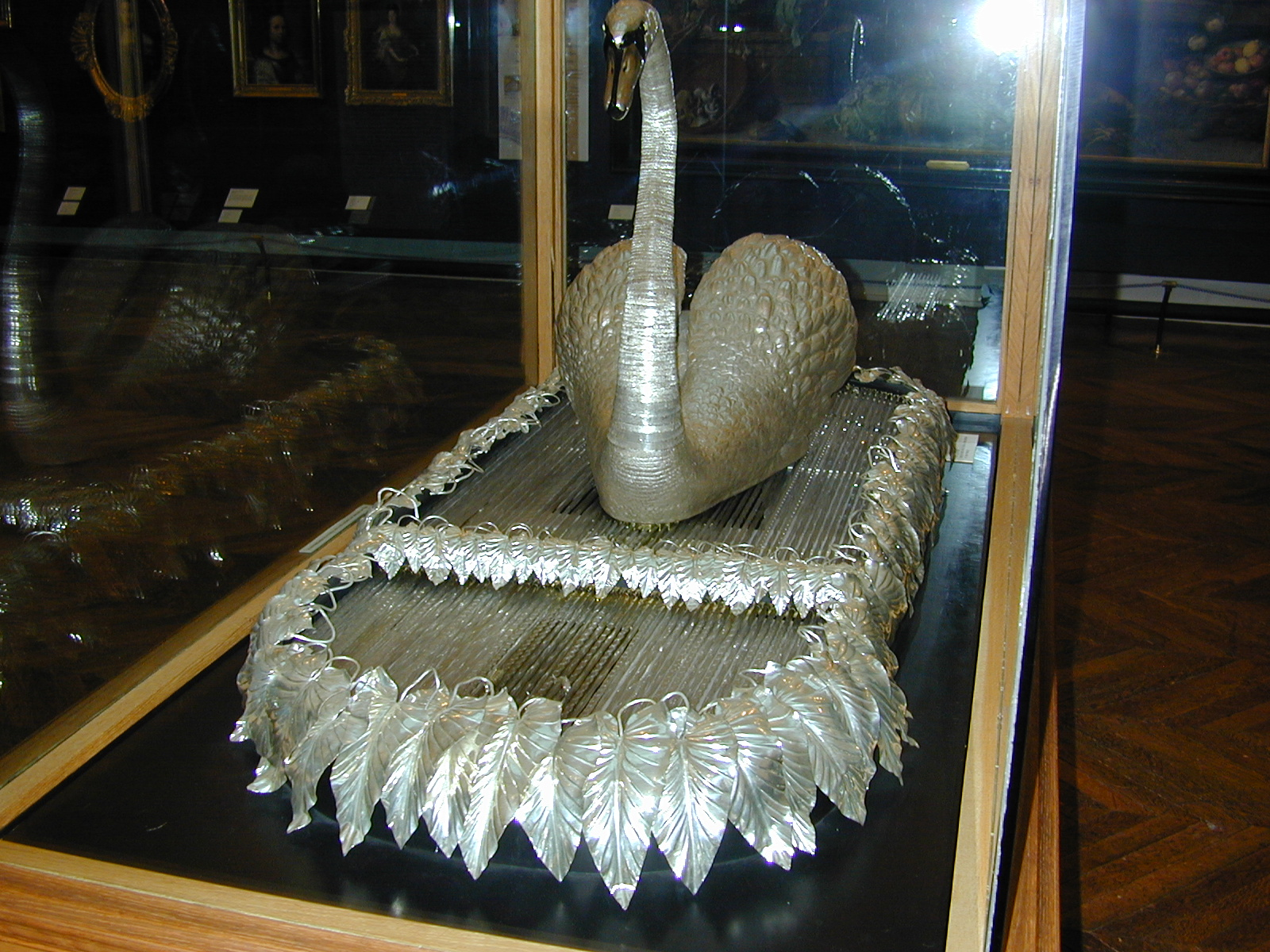
автомат «Серебряный лебедь» работы Дж. Кокса. Музей Боуз

## Биография
Начало и конец не так далеки друг от друга как кажется.Джеймс Кокс
Имя Джеймса Кокса по праву считают самым прославленным мастером в деле создания хитроумных устройств второй половины XVIII века. Джеймс имел свою фирму, в которой работало много талантливых мастеров, одним из которых был немец, Фридрих Юри. Кокс открыл в Лондоне в 1772 году собственный музей, в котором были представлены его всевозможные замысловатые часы (поющие механические птицы и дорогие игрушки с движущимися фигурами, его изделия всегда отличались роскошью и изобилием деталей).
По просьбе Кокса, заинтересованного в сбыте своей продукции, Парламент разрешил разыграть его работы, в количестве 56 предметов, в лотерею, что и произошло в июне 1775 года в Дублине.
Его механические автоматы часто получали различные награды и премии.
В 1777 году русский князь Григорий Потёмкин решил приобрести одно из изделий Джеймса Кокса — знаменитый автомат «Павлин» из позолоченный меди (первоначально позолота была разноцветной: хвост павлина был золотисто-изумрудный, а его туловище местами покрывали цветные лаки).
В бумагах канцелярии Зимнего дворца, относящихся к приобретенным императрицей Екатериной II в 1781 году ценностям, указаны две выплаты (30 сентября и 14 декабря) часовых дел мастеру Юри, за доставленные из Англии часы. Сумма выплаты составила 11000 рублей (около 1800 фунтов стерлингов) и была произведена из личных средств императрицы по письму князя Потёмкина.
Творчески собрал эти часы в России Иван Кулибин, так как они прибыли из Лондона в разобранном виде. Уникальность этих часов заключается в том, что они до сих пор находятся в рабочем состоянии, и это единственный во всем мире крупный автомат XVIII века, дошедший до нашего времени без изменений. Сейчас выставлены в Павильонном зале Малого Эрмитажа.
Ещё одно, менее грандиозное, но очень тонкой работы и проникнутое тем же экзотическим духом произведение Кокса — небольшие настольные часы-несессер, ставшие призёром на Исторической Выставке предметов искусства 1904 г.
Один из экземпляр часов того же мастера, находится в Музее барона Штиглица. Это так называемые Travelling Watches, дорожные часы, по форме напоминающее карманные, но увеличенные в несколько раз. Этот тип часов появился в конце XVII в., имел большое распространение в XVIII веке и исчез в XIX веке. В Музее барона Штиглица находятся ещё двое карманных часов работы Джеймса Кокса, одни в футляре из моховика, а другие — из гелиотропа.

## Механика
Кокс был не только часовщиком и механиком, но и изобретателем. Он изобрёл часы с «вечным двигателем». Двигающей силой служила ртуть, перемещавшаяся под влиянием атмосферного давления из стеклянного сосуда в стеклянную трубку. И сосуд, и трубки были подвешены на цепях и уравновешены противовесами. По мнению Кокса, когда ртуть под атмосферным давлением подымалась в трубке, последняя, увеличиваясь в весе, опускалась и этим создавалась движущая сила для часов. К сожалению, эти крайне интересные, но вероятно не осуществимые часы сохранились только в изображении. Высота их была 7 футов.